# Job 8
 (février 2023).
Job 8 est le huitième chapitre du Livre de Job dans la Bible hébraïque ou l'Ancien Testament de la Bible chrétienne. Le livre est anonyme ; la plupart des érudits pensent qu'il a été écrit vers le VIe siècle avant notre ère. Ce chapitre présente le discours de Bildad (l'un des amis de Job), et appartient à la section Le Dialogue du livre, comprenant Job 3:1 à 31:40.

## Texte
Le texte original est écrit en langue hébraïque. Ce chapitre est divisé en 22 versets et il y a 22 lettres dans l'alphabet hébraïque.

### Témoins textuels
Certains manuscrits anciens contenant le texte de ce chapitre en hébreu sont du texte massorétique, qui comprend le Codex d'Alep (Xe siècle) et le Codex Leningradensis (1008). Des fragments contenant des parties de ce chapitre en hébreu ont été trouvés parmi les manuscrits de la mer Morte, y compris 4Q100 (4QJob b ; 50–1 BCE) avec les versets existants 15–17.
Il existe également une traduction en grec Koine connue sous le nom de Septante, réalisée au cours des derniers siècles avant notre ère ; certains manuscrits anciens existants de cette version incluent le Codex Vaticanus (B ; {\displaystyle {\mathfrak {G}}} B ; IVe siècle), Codex Sinaiticus (S ; BHK : {\displaystyle {\mathfrak {G}}} S ; IVe siècle), et Codex Alexandrinus (A ; {\displaystyle {\mathfrak {G}}} Un ; Ve siècle).

## Analyse
La structure du livre est la suivante : 
- Le Prologue (chapitres 1–2)
- Le Dialogue (chapitres 3 à 31)
- Les Verdicts (32:1–42:6)
- L'Épilogue (42:7–17)

Au sein de la structure, le chapitre 8 est regroupé dans la section Le Dialogue avec le plan suivant : 
- L'Auto-malédiction et l'auto-lamentation de Job (3: 1–26)
- Premier tour (4: 1–14: 22)
  - Éliphaz (4: 1–5: 27)
  - Job (6:1–7:21)
  - Bildad (8: 1–22)
    - L'essence de l'argument de Bildad (8: 1–7)
    - La base du point de vue de Bildad (8: 8–10)
    - Commentaires discursifs (8:11–19)
    - Une finition optimiste (8: 20–22)

  - Job (9:1–10:22)
  - Tsophar (11:1–20)
  - Job (12:1–14:22)
- Deuxième tour (15: 1–21: 34)
- Troisième tour (22: 1–27: 23)
- Intermède - un poème sur la sagesse (28: 1–28)
- Résumé de Job (29:1–31:40)

La section Dialogue est composée sous le format de la poésie avec une syntaxe et une grammaire distinctives. Le chapitre 8 enregistre la première réponse de Bildad à Job, qui peut être divisée en plusieurs sections distinctes :
- Les versets 1—7 contiennent l'argument central de Bildad selon lequel Dieu ne pervertira pas la justice ;
- Les versets 8—10 décrivent l'autorité de cet argument ;
- Les versets 11—19 présentent un côté de la doctrine de Bildad sur la justice rétributive (le châtiment des méchants) ;
- Les versets 20—22 se terminent par une note optimiste, laissant la possibilité que Job soit justifié parce qu'il est juste[9].

## L'essence et la base de l'argument de Bildad (8:1-10)

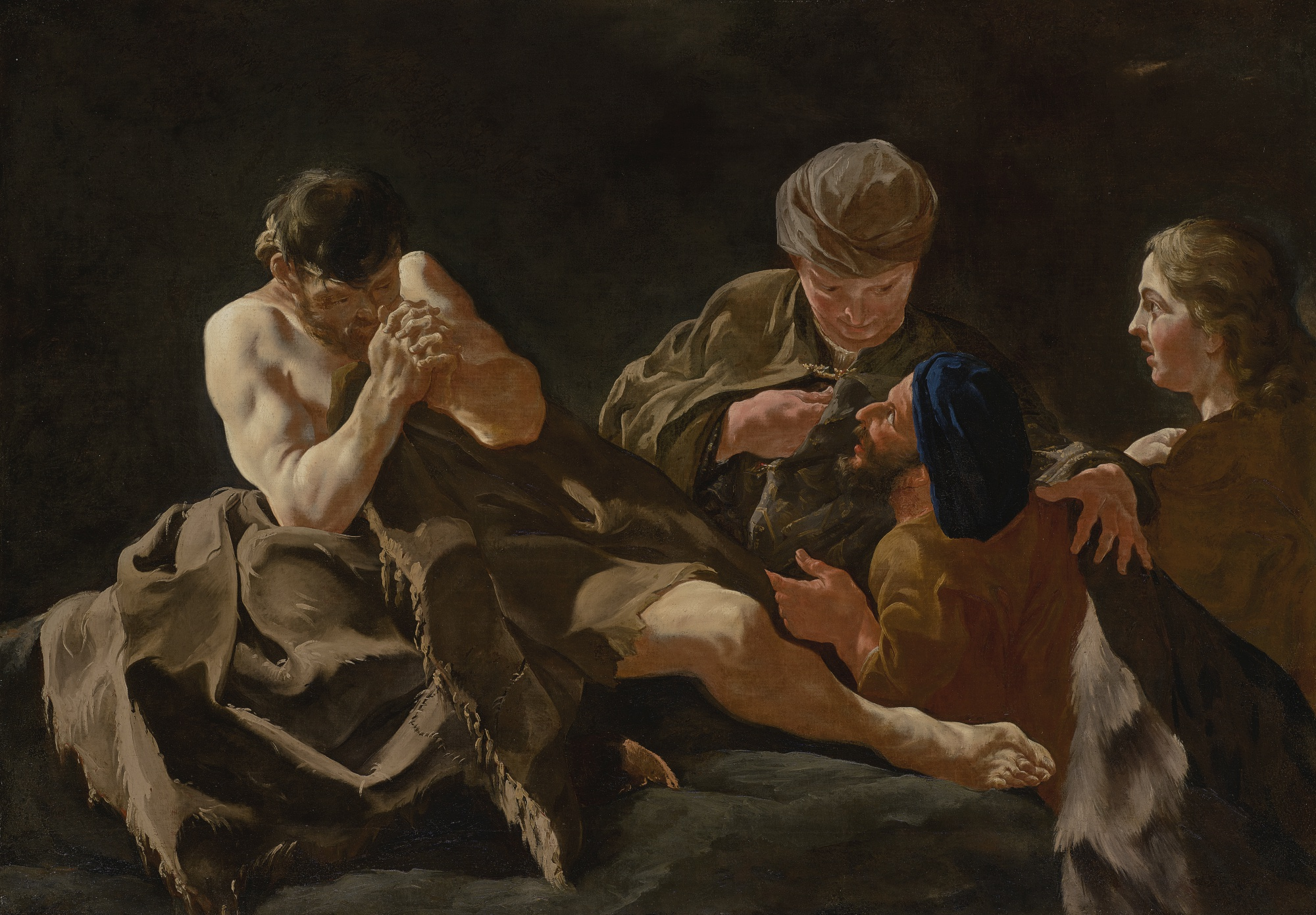
Eliphaz, Bildad et Zophar consolant Job, par Giulia Lama (vers 1730).

Bildad est le deuxième des amis de Job à parler (verset 1) et il considère les paroles de Job comme inappropriées, alors il réprimande Job sur la base de son principe selon lequel Dieu Tout-Puissant ne pervertira pas la justice ou la droiture. Ceci est en contraste avec l'approche d'Eliphaz de la sainteté totale de Dieu. Bildad croit que la souffrance est une punition, donc la mort des enfants de Job est la preuve qu'ils ont péché (verset 4–7). La source de l'argument de Bildad est les traditions de longue date, celles recherchées par les générations précédentes et semblant avoir résisté à l'épreuve du temps (versets 8-10).

### Verset 2
[Bildad dit :] « Jusqu'à quand diras-tu ces choses,
et les paroles de ta bouche seront comme un vent violent ? »
- Strong : du mot hébreu כַּבִּיר, kab-bîr, également « grand » ou « puissant »[13], qui implique à la fois « abondance » et « grandeur » dans certains aspects de la « force » ; on ne le trouve que dans le Livre de Job et Isaïe[9],[14] L'utilisation de ce mot pour modifier le nom « vent » (רוח כַּבִּיר, rū-aḥ kab-bîr ; « vent fort »[13]) est de souligner que les mots de Job sont pleins de son mais sans contenu solide[14]. Ceci est différent du terme hébreu רוח גדולה, rū-aḥ gə-ḏō-w-lāh pour le « tempête »[15] qui causa la mort des enfants de Job 1:19[16].

### Verset 3
[Bildad a dit :] « Dieu pervertit-il le jugement ?
Ou le Tout-Puissant pervertit-il la justice ? »
- « Dieu » : du mot hébreu הַ֭אֵל , ha-’êl[18].
- « Tout-puissant » : du mot hébreu שַׁ֝דַּ֗י, sha-daï[18].

Ce verset, énoncé sous la forme d'une question rhétorique, contient la prémisse fondamentale de l'argument de Bildad. Les concepts jumeaux, jugement (hébreu : mišpāṭ ) et justice (hébreu : tsedeq ), sont au centre de la description de l'activité du Seigneur dans la Bible hébraïque, comme sur ces deux principes « la terre est établie », comme l'est le « trône de Dieu » (Psaumes 97:2), ainsi que les deux qualités que Dieu exige d'Israël (Esaïe 5:7; Amos 5:24) et sur lesquelles l'alliance est fondée Osée 2:19.

## Commentaires discursifs de Bildad et finition optimiste (8:11–22)
Le discours de Bildad (versets 11 à 19) se concentre presque entièrement sur les aspects négatifs de la doctrine traditionnelle de la rétribution, c'est-à-dire la punition des méchants. Les détails excessifs et accablants du discours semblent forcer Job à « comprendre » que la souffrance de Job doit avoir été causée par le péché. Bildad conclut alors son enseignement sur une note assez positive (versets 20-22 ; cf. Psaumes 126:2; 132:18, mais ce sens « théoriquement optimiste » est conditionnel à la repentance de Job sur son prétendu péché et à son renoncement aux accusations selon lesquelles Dieu pervertit la justice.

### Verset 22
[Job dit :] « Ceux qui te haïssent seront couverts de honte,
et la demeure des méchants sera réduite à néant. »
- « N'arrivera à rien » : littéralement, « ne sera pas »[20]. Ce dernier mot (en hébreu) du discours de Bildad (8 : 22 ; 'ê-nen-nū, « n'arrivera à rien ») partage la même racine que le dernier mot de la complainte de Job dans le chapitre précédent mais avec des suffixe pronominal (7:21; ê-nen-nî, « Je [ne serai] plus [ser] »)[21].
- Parties bibliques connexes : Genèse 38, Job 6, Job 42

### Sources
- (en) Robert Alter, The Wisdom Books: Job, Proverbs, and Ecclesiastes: A Translation with Commentary, W.W. Norton & Co, 2010 (ISBN 978-0393080735, lire en ligne).
- (en) Michael David Coogan, « 48 », dans Marc Zvi (éd.), The New Oxford Annotated Bible with the Apocryphal/Deuterocanonical Books: New Revised Standard Version, Oxford University Press, 2007 (ISBN 9780195288810, lire en ligne).
- (en) James L. Crenshaw, « 17. Job », dans John Barton, John Muddiman (éd.), The Oxford Bible Commentary, 1re (version papier), 2007 (ISBN 978-0199277186, lire en ligne), p. 331–355.
- (en) Daniel J. Estes, Job, États-Unis, Baker Publishing Group, coll. « Teach the Text Commentary Series », 2013 (ISBN 9781441242778, lire en ligne).
- (en) Kathleen A. Farmer, « The Wisdom Books », dans Steven L. McKenzie, Matt Patrick Graham (éd.), The Hebrew Bible Today: An Introduction to Critical Issues, Westminster John Knox Press, 1998 (ISBN 978-0-66425652-4, lire en ligne).
- (en) Joseph A. Fitzmyer, A Guide to the Dead Sea Scrolls and Related Literature, Grand Rapids, MI, William B. Eerdmans Publishing Company, 2008 (ISBN 9780802862419, lire en ligne).
- (en) Henry H. Halley, Halley's Bible Handbook: an abbreviated Bible commentary, Zondervan Publishing House, 1965 (ISBN 0-310-25720-4, lire en ligne).
- (en) Robert Kugler et Patrick J. Hartin, An Introduction to the Bible, Eerdmans, 2009 (ISBN 978-0-8028-4636-5, lire en ligne).
- (en) The Biblical Qumran Scrolls: Transcriptions and Textual Variants, Brill, 2010 (lire en ligne).
- (en) John H. Walton, Job, États-Unis, Zondervan, 2012 (ISBN 9780310492009, lire en ligne).
- (en) Lindsay Wilson, Job, États-Unis, Wm. B. Eerdmans Publishing Company, 2015 (ISBN 9781467443289, lire en ligne).
- (en) Ernst Würthwein, The Text of the Old Testament, Grand Rapids, MI, Wm. B. Eerdmans, 1995 (ISBN 0-8028-0788-7, lire en ligne)